# XtraDB
XtraDB è un fork dello storage engine InnoDB sviluppato e mantenuto da Percona. Esso è completamente compatibile con il progetto originale, il cui codice viene costantemente importato ad ogni nuova versione. In più comprende una serie di bug fix e di funzionalità aggiuntive. XtraDB è presente per default in MariaDB e in Percona Server, in luogo del progetto originale - che invece è lo storage engine predefinito in MySQL e può comunque essere compilato in tali software.
XtraDB è proprietà di Percona, mentre InnoDB è proprietà di Oracle Corporation. La licenza, ereditata da InnoDB, è la GNU GPL versione 2.

## Principali funzionalità
Come per lo Storage Engine originale, i motivi principali per utilizzare XtraDB come motore di memorizzazione dei dati sono il supporto alle transazioni (SQL e XA) e il supporto alle chiavi esterne.
Un vantaggio di XtraDB è quello di essere pienamente compatibile con InnoDB, nonostante le funzionalità aggiunte.
Ecco alcune funzionalità specifiche di XtraDB:
- diverse tabelle aggiuntive nel database 'information_schema';
- statistiche sui dati;
- output migliorato per il comando SHOW ENGINE INNODB STATUS;
- miglior gestione delle tabelle corrotte;
- informazioni diagnostiche sui mutex;
- pre-caricamento del buffer pool;
- dimensioni delle pagine configurabili;
- logging degli errori migliorato.